# 默格斯
默格斯是奥地利福拉尔贝格州布雷根茨县的一个市镇。总面积11.44平方公里，总人口536人，人口密度46.9人/平方公里（2005年）。